# موسسه غیرانتفاعی
مؤسسه غیرانتفاعی نوعی سازمان غیرانتفاعی و یک شخصیت حقوقی است که برخلاف شرکت‌های تجاری برای اهدافی غیر از کسب سود برای صاحبان یا مؤسسان خود تشکیل می‌شود. این گونه سازمان‌ها به قصد انتفاع و تقسیم سود بین اعضاء تشکیل نمی‌شوند. مؤسسات خیریه و انجمن‌های تخصصی و مذهبی و صندوق‌های قرض الحسنه را می‌توان از موسسات غیرانتفاعی دانست. به عنوان مثال یک موسسه غیرانتفاعی عام‌المنفعه برای اهداف اجتماعی یا خیریه توسط شهروندان همفکر سازماندهی می‌شود. این مؤسسات غیرانتفاعی عام‌المنفعه به‌جای فعالیت در جهت منافع اعضای خود، برای منافع عمومی سازماندهی می‌شوند.

### برخی از انواع مؤسسات غیرانتفاعی
- مؤسسات خیریه
- انجمن‌های ادبی
- مؤسسات آموزشی و تحقیقاتی از قبیل مدارس غیرانتفاعی
- برخی از مؤسسات فرهنگی، سینمایی و نمایشی
- برخی مؤسسات خبری و خبرگزاری
- مؤسسات بهداشتی و امداد اجتماعی